# الاتیور، مالاپورام
الاتیور، مالاپورام (به انگلیسی: Alattiyur, Malappuram) یک منطقهٔ مسکونی در هند است که در کرالا واقع شده‌است.